# NGC 2905
NGC 2905 este o galaxie spirală barată situată în constelația Leul. A fost descoperită în 16 noiembrie 1784 de către William Herschel. Se află la o distanță de 30.400.000 al de Pământ.